# Maldives tại Thế vận hội
Maldives tham gia Thế vận hội lần đầu năm 1988, và đã gửi các vận động viên (VĐV) tới thi đấu tại tất cả các kỳ Thế vận hội Mùa hè kể từ đó, cũng như chưa từng tham dự Thế vận hội Mùa đông.
Cho đến 2018, Maldives chưa có huy chương Thế vận hội nào.
Ủy ban Olympic quốc gia của Maldives được thành lập năm 1985 và được công nhận bởi Ủy ban Olympic Quốc tế vào cùng năm.

## Bảng huy chương

### Thế vận hội Mùa hè
| Thế vận hội         | Số VĐV       | Vàng | Bạc | Đồng | Tổng số | Xếp thứ |
| Seoul 1988          | 7            | 0    | 0   | 0    | 0       | –       |
| Barcelona 1992      | 7            | 0    | 0   | 0    | 0       | –       |
| Atlanta 1996        | 6            | 0    | 0   | 0    | 0       | –       |
| Sydney 2000         | 4            | 0    | 0   | 0    | 0       | –       |
| Athens 2004         | 4            | 0    | 0   | 0    | 0       | –       |
| Bắc Kinh 2008       | 4            | 0    | 0   | 0    | 0       | –       |
| Luân Đôn 2012       | 5            | 0    | 0   | 0    | 0       | –       |
| Rio de Janeiro 2016 | 4            | 0    | 0   | 0    | 0       | –       |
| Tokyo 2020          | chưa diễn ra |      |     |      |         |         |
| Paris 2024          | chưa diễn ra |      |     |      |         |         |
| Los Angeles 2028    | chưa diễn ra |      |     |      |         |         |
| Tổng số             | Tổng số      | 0    | 0   | 0    | 0       | –       |